# Dirk Zander
Dirk Zander (* 13. Mai 1965 in Hamburg) ist ein ehemaliger deutscher Fußballspieler.

## Karriere (Spieler)
Der Mittelfeldspieler begann seine Karriere beim Hamburger Verein Viktoria Wilhelmsburg/Veddel. Dort wurde er auch als Libero eingesetzt und trat mit der Mannschaft in der Hamburger Verbandsliga an. 1985 spielte er beim Hamburger SV vor, mit Werder Bremen und dem FC Schalke 04 zeigten zwei weitere Bundesligisten Interesse an Zander, der 1986 von Trainer Willi Reimann zum FC St. Pauli geholt wurde. Hauptberuflich war er zunächst als Chemiefacharbeiter tätig.
1988 schoss Zander den FC St. Pauli mit seinem 1:0-Siegtreffer gegen den SSV Ulm 1846 in die Bundesliga. Anfang Juli 1988 wurde er Vollprofi. 1991 gelang Zander gegen den Karlsruher SC das seinerzeit schnellste Tor der Bundesligageschichte. Er erzielte den Treffer bereits nach zwölf Sekunden. Auch das 2:0 erfolgte bereits nach vier Minuten, so dass Zander immer noch Rekordhalter des schnellsten Doppeltreffers ist. 1991 wechselte Zander nach dem Abstieg des FC St. Pauli aus der Bundesliga zu Dynamo Dresden, von wo er allerdings nach zwei Jahren wieder zurückkehrte. Zander war langjähriger Mannschaftskapitän des FC St. Pauli. Nach drei Kreuzbandrissen stellte Zander im Oktober 1995 einen Antrag auf Sportinvalidität. Allerdings spielte er nach einer zweijährigen Pause weiter im Amateurfußball: Zunächst für den VfL Maschen, mit dem er noch zwei Jahre in der Oberliga Niedersachsen verbrachte, und später beim niedersächsischen Bezirksligisten TSV Eintracht Hittfeld.

## Karriere (Trainer)
Dirk Zander wurde 1996 Co-Trainer von Bert Ehm beim Oberligisten Harburger TB. Er war später bis August 2007 Leiter des Nachwuchsleistungszentrums des FC St. Pauli. Zander trainierte davor die A- und B-Jugend-Regionalligamannschaft sowie die A-Jugend-Bundesligamannschaft.